# Oxymedoria palpata
Oxymedoria palpata är en tvåvingeart som beskrevs av Villeneuve 1916. Oxymedoria palpata ingår i släktet Oxymedoria och familjen parasitflugor.
Artens utbredningsområde är Nigeria. Inga underarter finns listade i Catalogue of Life.